# Naïma (chanteuse)
Pour les articles homonymes, voir Naima.
Naïma est une chanteuse de zouk nouvelle génération originaire des îles Comores. Elle est la fille de Chamsia Sagaf, une célèbre chanteuse des Comores. Le premier album de Naïma s'appelle Reviens. Elle a aussi sorti quelques singles après son album dont une en RnB intitulée « Dans tes rêves ».